# Пустиниш
Пустиниш (рум. Pustiniș) насеље је у Румунији у округу Тимиш у општини Ујвар. Oпштина се налази на надморској висини од 79 m.

## Прошлост
По "Румунској енциклопедији" место су основали 1767. године досељени Румуни из Муреша. Настала су три блиско положена сеоцета. Када је 1836. године село страдало од поплаве, преостали сачувани део је постао "Орегфала". Прва православна црква је изграђена 1840. године. Доселило се касније неколико породица из српског дела Баната.
Место се звало упоредо и "Орегфалу", за време аустријске власти. Било је 1821. године у њему 600 православаца, шест римокатолика и седам Јевреја. Место потпада 1872. године под Билетски управни срез.
Године 1846. Орегфалу (Пустиниш) је православна парохија у склопу Темишварског протопрезвирата. Православно парохијско звање је основано и црквене матичне књиге се воде од 1817. године. Место има тада 717 становника, а народ опслужује поп Георгије Пава. Постоји народна основна школа, у којој учитељ Габријел Молдован ради са 12 ђака.
Тако је 1905. године у месту Орегфалу (Ченејски срез) живело 147 Срба.
По дефинитивном споразуму југословенске и румунске државе, Пустиниш је током 1924. године враћен Краљевини Румунији.

## Становништво
Према подацима из 2013. године у насељу је живело 695 становника.

### Попис2002.
| Расподела становништва по националности 2002.‍ | Расподела становништва по националности 2002.‍ | Расподела становништва по националности 2002.‍ | Расподела становништва по националности 2002.‍ | Расподела становништва по националности 2002.‍ |
| --------------------------------------------- | --------------------------------------------- | --------------------------------------------- | --------------------------------------------- | --------------------------------------------- |
|                                               |                                               |                                               |                                               |                                               |
| Румуни                                        | Румуни                                        |                                               | 483                                           | 70,4%                                         |
| Мађари                                        | Мађари                                        |                                               | 147                                           | 21,4%                                         |
| Роми                                          | Роми                                          |                                               | 43                                            | 6,3%                                          |
| Немци                                         | Немци                                         |                                               | 6                                             | 0,9%                                          |
| Срби                                          | Срби                                          |                                               | 7                                             | 1,0%                                          |